# Silvia Navarro Giménez
Silvia Navarro Giménez, coneguda com a Silvia Navarro (València, 20 de març de 1979) és una jugadora valenciana d'handbol, guanyadora d'una medalla olímpica. Membre del Ro'Casa Gran Canària ACE de la Divisió d'Honor en el qual ja porta 7 temporades, va participar, als 21 anys, en els Jocs Olímpics d'Estiu de 2012 celebrats a Londres (Regne Unit), on va aconseguir guanyar la medalla de bronze en derrotar en el partit pel tercer lloc a la selecció de Corea del Sud. Al llarg de la seva carrera ha aconseguit una medalla de bronze al Campionat del Món d'handbol.
Ocupa la posició de portera i sol realitzar una gran quantitat de parades decisives al llarg dels partits. Entre les seves característiques principals destaquen una gran elasticitat, concentració, anticipació i intuïció per parar els llançaments més complicats.
És internacional absoluta amb la selecció Espanyola d'handbol, amb la qual va aconseguir la medalla de bronze en els Jocs Olímpics de Londres 2012. En 2011 va aconseguir també amb la selecció, la medalla de bronze en el Campionat del Món disputat a Brasil. En 2014 es va proclamar amb la mateixa subcampiona en el Campionat Europeu d'Handbol d'Hongria i Croàcia 2014. En el Mundial de 2019 del Japó celebrat en la regió de Kumamoto va aconseguir la medalla de Plata després de jugar la final contra els Països Baixos.

## Palmarès
Selecció espanyola
- 1 medalla de bronze als Jocs Olímpics de Londres 2012
- 1 medalla d'argent als Campionat del món d'handbol femení: 2019
- 1 medalla de bronze als Campionat del món d'handbol femení: 2011
- 1 medalla d'argent als Campionat d'Europa d'handbol femení: 2014